# Huitiupán (kommun)
Huitiupán är en kommun i Mexiko.   Den ligger i delstaten Chiapas, i den sydöstra delen av landet, 700 km öster om huvudstaden Mexico City.
Följande samhällen finns i Huitiupán:
- Huitiupán
- José María Morelos y Pavón
- Sombra Carrizal
- Huanal
- Villa Luz
- Ramos Cubilete
- Zacajtic
- Lázaro Cárdenas
- Emiliano Zapata
- Santa Catarina de las Palmas
- Nuevo San Pedro Pabuchil
- Agustín Rubio
- San José la Unión
- La Ventana
- Chanival
- Cacateal Pital
- Cerro la Pava
- Buen Paso
- Cinco de Mayo
- Sombra Lagunita
- San Francisco la Frontera
- Santa María de los Ángeles
- Enrique Rodríguez Cano
- Santa Clara
- Álvaro Obregón
- Pabuchil Covadonga
- La Cascada
- Lindavista Almandro
- El Fortín
- La Corona
- San Pedro Pabuchil Uno
- Seis de Noviembre
- Quince de Agosto
- El Desengaño
- Santuario del Pozo Esquipulas
- San Francisco Dos
- Francisco Villa
- San Juan el Aguaje
- Naquem
- Nueva Reforma
- La Mariposa
- Buenos Aires